# Museo Etnográfico de Cracovia
El Museo Etnográfico Seweryn Udziela de Cracovia (en polaco: Muzeum Etnograficzne im. Seweryna Udzieli w Krakowie) es un museo en el barrio de Kazimierz, Cracovia, Polonia. 

## Historia
Los planes para la creación del Museo Etnográfico comenzaron en 1902 y estaban relacionados con la exposición de arte popular de la colección de Seweryn Udziela, organizada por la Sociedad Polaca de Artes Aplicadas. El Museo Nacional en 1904 creó un departamento etnográfico y se inauguró una exposición etnográfica permanente en la Sukiennice, pero después tuvo que retirarse porque no había suficiente espacio. Había colecciones de, Seweryn Udziela, Stanisław Witkiewicz y Tadeusz Estreicher.
En 1911 se fundó la Sociedad del Museo Etnográfico, que se hizo cargo de la colección del Museo Nacional. 
El 19 de febrero de 1911 se estableció formalmente el Museo Etnográfico en la calle Studencka, con Seweryn Udziela como director. Un año después, las colecciones se exportaron a Wawel. Después de la Segunda Guerra Mundial, la sede del Museo Etnográfico cambió su lugar a Plac Wolnica 1, y después de un tiempo, a 46 Krakowska. El edificio principal es el antiguo Ayuntamiento de Kazimierski. La colección cuenta con más de 80,000 monumentos y está asociada a la cultura polaca así como a otras culturas de Europa y del mundo.

## Exhibición permanente
El museo tiene seis exhibiciones permanentes, en donde se muestran objetos nacionales:
1. INSIDE - Muestra objetos de la vida rural del siglo XIX en Polonia.
2. THE RHYTHM OF LIFE - Exhibe objetos especiales de la vida diaria y tradiciones.
3. HUMAN OBJECTS - Contiene artesanías y objetos hechos a mano.
4. WHO CAN AFFORD? - Muestra objetos de valor sentimental.
5. ANEW - Exhibe artefactos tradicionales polacos.
6. UNATTAINABLE EARTH - Muestra objetos y obras de arte relacionadas con el poeta Czesław Miłosz.[2]

## Exposiciones pasadas
La exhibición Souvenir, Talisman, Toy de 2013, comisariada por Erica Lehrer, exploró el desarrollo de las figurillas judías en general y del Żyd z pieniążkiem (judío con moneda), un popular amuleto de buena suerte polaco.